# Diều mướp
Diều mướp (danh pháp hai phần: Circus melanoleucos) là một loài chim trong họ Accipitridae.
Chim đực trưởng thành:
Đầu, cổ, ngực, lưng, các lông vai ngắn, lông bao cánh nhỡ và sáu lông cánh sơ cấp đầu đen. Các lông vai dài xám có viền trắng rộng. Hông trắng. Trên đuôi xám có vằn và mút trắng. Đnôi xám với mút trắng nhạt, các lông đuôi ngoài có mép trong viền trắng. Lông bao cánh nhỏ trắng, ít nhiều phớt xám với một dải đen ở mép cánh. Phần còn lại của lông bao cánh và lông cánh xám, ít nhiều phớt nâu. Phần còn lại của mặt bụng, nách và dưới cánh trắng.
Chim cái:
Nhìn chung nâu, ở đỉnh đầu và lông bao cánh nhỏ, mép các lông viền hung nâu ở xung quanh cổ, viền trắng hung nhạt. Lông đuôi màu nhạt hơn hơi phớt hung, nhất là các lông hai bên và có 5 – 6 dải ngang nâu thẫm. Lông cánh nâu thẫm, phần gốc của các phiến lông trong trắng nhạt phớt hung và ít nhiều có vằn nâu thẫm. Ngực, bụng, sườn nâu hơi nhạt hơn mặt lưng các lông đều có mép rộng trắng, trắng phớt hung hay trắng phớt vàng. Các lông ở dưới đuôi và đùi hầu như trắng phớt hung vàng, còn màu nâu chỉ còn lại vệt hẹp ở thân lông. Dưới cánh trắng có vằn ngang rộng hay vệt dọc chân hung.
Chim non:
Nhìn chung giống chim cái, nhưng mặt lưng thẫm hơn, các lông ở đầu và cổ viền hung thẫm, gáy có vệt trắng.do phần gốc lông trắng tạo thành. Mặt bụng hung nâu nhạt với các vệt nâu thẫm ở ngực và sườn. Đĩa ở mặt không rõ.
Mắt vàng, ở chim non và chim cái nâu nhạt. Mỏ xanh xám với chóp mỏ đen, Da gốc mỏ vàng xỉn hay lục nhạt. Chân vàng cam, ở chim non và chim cái vàng xỉn.
Kích thước:
Đực: cánh: 344 – 367; đuôi: 197 – 217 giò: 76 – 80: mỏ: 22 – 24mm; Cái: cánh: 360 + 387: đuôi 211 – 240; giò: 81 – 88 mỏ: 25 – 27mm.
Phân bố:
Loài diều mướp này phân bố ở Xibia, Mông cổ, Bắc Trung Quốc. Mùa đông chúng di cư xuống phía Nam đến Ấn Độ, Miến Điện, Nam Trung Quốc, Đông Dương và Philipin.
Việt Nam về mùa đông loài diều mướp có ở hầu khắp các vùng từ Bắc chí Nam, nhưng thường tập trung nhiều ở các vùng đồng bằng, những, chỗ có ruộng lúa, đầm lầy ao hồ.
Tài liệu dẫn: Chim Việt Nam hình thái và phân loại – Võ Qúi – tập 1 trang 172

## Hình ảnh

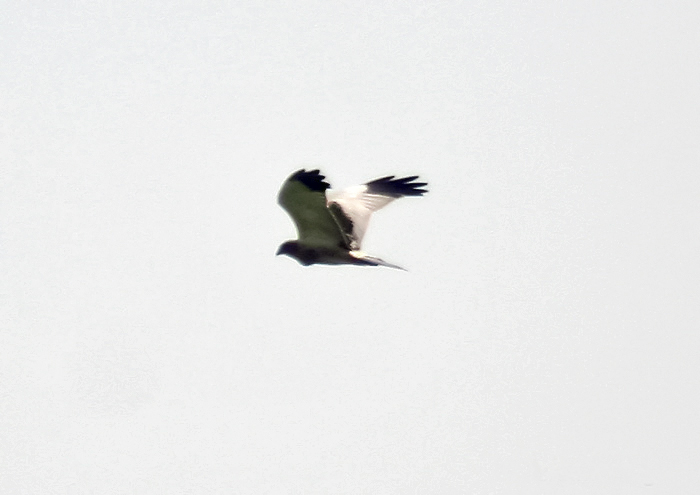
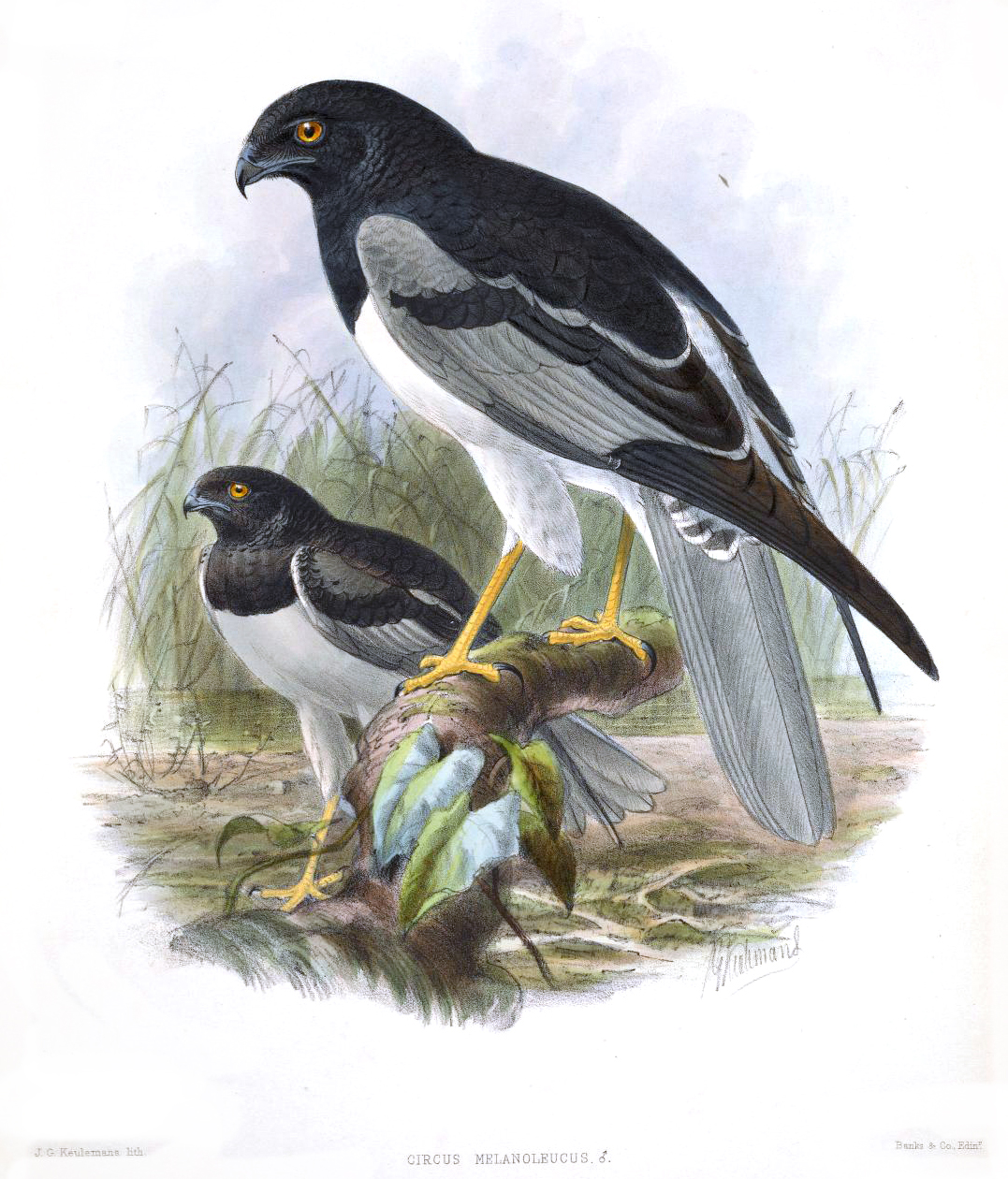
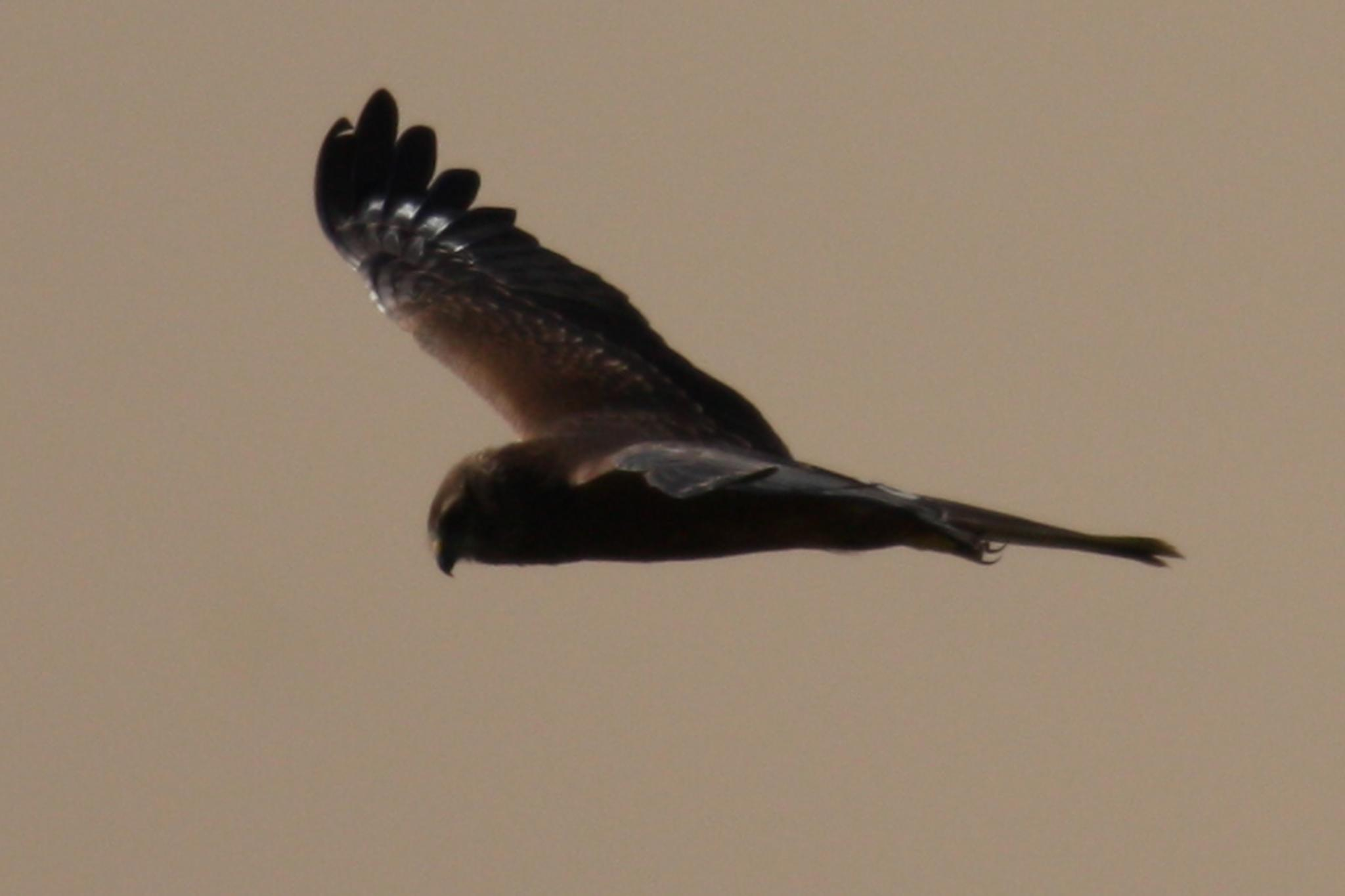
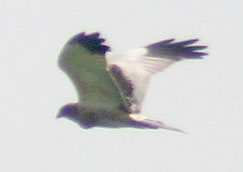